# Nederlands kampioenschap tafeltennis 2021
Het Nederlands kampioenschap tafeltennis 2021 werd gehouden in Zwolle op 23 en 24 oktober 2021.
Op het programma stonden vijf onderdelen:
- Enkelspel mannen. Regerend kampioen was Laurens Tromer.
- Enkelspel vrouwen. Regerend kampioen was Shuohan Men.
- Dubbelspel mannen. Regerend kampioenen waren Rajko Gommers en Martijn de Vries.
- Dubbelspel vrouwen. Regerend kampioenen waren Rachel Gerarts en Shuohan Men.
- Gemengd dubbel. Regerend kampioenen waren Rajko Gommers en Kim Vermaas.

## Medaillewinnaars
| Onderdeel        | Goud                             | Zilver                           | Brons                                                                 |
| Enkelspel (m)    | Michel de Boer                   | Martijn de Vries                 | Gerben Last Kas van Oost                                              |
| Enkelspel (v)    | Shuohan Men                      | Sanne de Hoop                    | Vera van Boheemen Amber van de Velde                                  |
| Dubbel (m)       | Gabrielius Camara Jochem de Hoop | Jelle Bosman Martijn de Vries    | Lode Hulshof Stephan Tromer Barry Berben Kas van Oost                 |
| Dubbel (v)       | Esmee van Marwijk Kim Vermaas    | Dobrila Jorguseska Shuohan Men   | Jacintha de Hoop Sanne de Hoop Amber van de Velde Emma van der Zanden |
| Dubbel (gemengd) | Kas van Oost Dobrila Jorguseska  | Nolan Schultz Melanie Bierdrager | Colin Rengers Shuohan Men Gabrielius Camara Sanne de Hoop             |